# Chamaeleo gracilis
Chamaeleo gracilis là một loài thằn lằn trong họ Chamaeleonidae. Loài này được Hallowell mô tả khoa học đầu tiên năm 1844.

## Hình ảnh

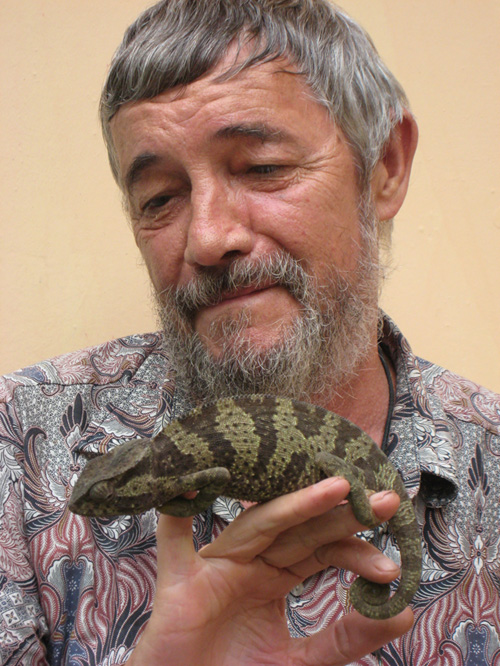